# André Anderson
André Anderson Pomilio Lima da Silva Costa, noto semplicemente come André Anderson (Maracaí, 23 settembre 1999), è un calciatore brasiliano naturalizzato italiano, centrocampista svincolato.

## Biografia
È sposato con Mikaelly, da cui ha avuto una figlia, Esther, nata all'inizio del 2022.

## Caratteristiche tecniche
Soprannominato O Artilheiro, letteralmente l'artigliere (termine usato comunemente in Brasile per riferirsi ai goleador), è un trequartista con fantasia di gioco, tecnica e fiuto del gol.

## Carriera

### Club

#### Santos
Nato a Maracaí, nello stato brasiliano di San Paolo, ma cresciuto a Pedrinhas Paulista, da bambino Anderson sostiene un provino proprio per il San Paolo, sua squadra del cuore, ma non ha la possibilità di unirsi al club, in quanto la sua famiglia (residente a Santos) non può permettersi il trasloco. Inizia allora a giocare nelle giovanili del Santos, unendosi in un primo momento alla squadra di calcio a 5, per poi passare nel 2010 alle formazioni di calcio a 11, in cui gioca per otto anni.
Grazie alle ottime prestazioni fornite durante il periodo con le giovanili, nel novembre del 2015 Anderson firma il suo primo contratto da professionista con il Santos, di valore triennale. Tuttavia, non avendo mai avuto occasione di esordire con la prima squadra del Peixe, a fine stagione il giocatore decide di rifiutare l'ulteriore rinnovo proposto dal club.

#### Lazio e prestito alla Salernitana
Il 14 agosto 2018, viene ufficializzata la cessione a titolo definitivo di Anderson alla Lazio, che lo manda subito in prestito alla Salernitana, altra società di proprietà dell'imprenditore Claudio Lotito. Il 4 novembre successivo, il giocatore esordisce in Serie B, subentrando ad Antonio Palumbo nella sconfitta contro il Venezia. Il 18 gennaio seguente, invece, realizza il suo primo gol da professionista, nella vittoria per 2-1 contro il Palermo. Termina quindi la sua stagione con i granata con due reti in diciotto presenze.
Rientrato alla Lazio, Anderson esordisce in Serie A il 1º dicembre 2019, nella vittoria biancoceleste contro l'Udinese. Il 22 dicembre seguente, partecipa al successo per 3-1 sulla Juventus, che consente ai biancocelesti di vincera la loro quinta Supercoppa italiana. Il 14 gennaio 2020, il giocatore debutta anche in Coppa Italia, nella vittoria per 4-0 contro la Cremonese.
Dopo aver collezionato sette presenze con la Lazio fra campionato e coppe, nell'estate del 2020 Anderson fa ritorno in prestito alla Salernitana. Il 17 ottobre seguente, gioca la sua prima partita della stagione contro il Pisa, mentre esattamente una settimana dopo torna al gol, rendendosi decisivo nell'incontro vinto contro l'Ascoli. L'italo-brasiliano conclude la stagione con cinque gol all'attivo, l'ultimo dei quali segnato il 10 maggio del 2021, in occasione della vittoria per 3-0 sul campo del Pescara, un successo che sancisce la storica promozione in Serie A dei granata dopo 22 anni.
Tornato a Roma in vista della stagione 2021-2022, Anderson viene riconfermato nella rosa dei biancocelesti, ma risulta presto ai margini dei piani del nuovo allenatore Maurizio Sarri, che lo schiera solo in quattro occasioni lungo il campionato, tutte da subentrato.

#### L'approdo al San Paolo
L'11 aprile del 2022, viene ufficializzato l'approdo di Anderson al San Paolo, con la formula del prestito con diritto di riscatto fino al 30 giugno del 2023. Il giocatore fa così ritorno in Brasile dopo quasi quattro anni di esperienza in Italia.

### Nazionale
Nato in Brasile, ma di origini italiane, Anderson ha potuto scegliere di rappresentare entrambi i Paesi a livello internazionale.
Dopo aver fatto parte della nazionale under-18 brasiliana nel 2016, il 4 febbraio 2019 il giocatore riceve la prima convocazione con la nazionale under-20 italiana. Fa quindi il suo esordio con gli Azzurrini il 21 marzo seguente, nella gara contro i pari età della Repubblica Ceca. Il suo primo gol in nazionale, invece, arriva il 15 ottobre 2019, nella partita contro i pari età del Portogallo.

## Statistiche

### Presenze e reti nei club
Statistiche aggiornate al 9 novembre 2022.
| Stagione           | Squadra            | Campionato         | Campionato | Campionato | Coppe nazionali | Coppe nazionali | Coppe nazionali | Coppe continentali | Coppe continentali | Coppe continentali | Altre coppe | Altre coppe | Altre coppe | Totale | Totale |
| Stagione           | Squadra            | Comp               | Pres       | Reti       | Comp            | Pres            | Reti            | Comp               | Pres               | Reti               | Comp        | Pres        | Reti        | Pres   | Reti   |
| ------------------ | ------------------ | ------------------ | ---------- | ---------- | --------------- | --------------- | --------------- | ------------------ | ------------------ | ------------------ | ----------- | ----------- | ----------- | ------ | ------ |
| 2018-2019          | Salernitana        | B                  | 17+1       | 2          | CI              | 0               | 0               | -                  | -                  | -                  | -           | -           | -           | 18     | 2      |
| 2019-2020          | Lazio              | A                  | 6          | 0          | CI              | 1               | 0               | UEL                | 0                  | 0                  | SI          | 0           | 0           | 7      | 0      |
| 2020-2021          | Salernitana        | B                  | 28         | 5          | CI              | 0               | 0               | -                  | -                  | -                  | -           | -           | -           | 28     | 5      |
| Totale Salernitana | Totale Salernitana | Totale Salernitana | 45+1       | 7          |                 | 0               | 0               |                    | -                  | -                  |             | -           | -           | 46     | 7      |
| 2021-apr. 2022     | Lazio              | A                  | 4          | 0          | CI              | 0               | 0               | UEL                | 0                  | 0                  | -           | -           | -           | 4      | 0      |
| apr.-dic. 2022     | San Paolo          | A+A1/SP            | 10+0       | 0          | CB              | 2               | 0               | CS                 | 0                  | 0                  | -           | -           | -           | 12     | 0      |
| gen.-giu. 2023     | San Paolo          | A+A1/SP            | 0          | 0          | CB              | 0               | 0               | CS                 | 0                  | 0                  | -           | -           | -           | 0      | 0      |
| Totale San Paolo   | Totale San Paolo   | Totale San Paolo   | 10         | 0          |                 | 2               | 0               |                    | -                  | -                  |             | -           | -           | 12     | 0      |
| 2023-2024          | Lazio              | A                  | 0          | 0          | CI              | 0               | 0               | UCL                | 0                  | 0                  | SI          | 0           | 0           | 0      | 0      |
| 2024-2025          | Lazio              | A                  | 0          | 0          | CI              | 0               | 0               | UEL                | 0                  | 0                  | -           | -           | -           | 0      | 0      |
| Totale Lazio       | Totale Lazio       | Totale Lazio       | 10         | 0          |                 | 1               | 0               |                    | 0                  | 0                  |             | 0           | 0           | 11     | 0      |
| Totale carriera    | Totale carriera    | Totale carriera    | 66         | 7          |                 | 3               | 0               |                    | 0                  | 0                  |             | 0           | 0           | 69     | 7      |

## Palmarès

### Club

#### Competizioni nazionali
- Supercoppa italiana: 1

Lazio: 2019